# Вињоли (Пескара)
Вињоли (итал. Vignoli) је насеље у Италији у округу Пескара, региону Абруцо.
Према процени из 2011. у насељу је живело 52 становника. Насеље се налази на надморској висини од 218 м.